# Sairadelphys
Sairadelphys — вимерлий рід опосумів з плейстоцену Південної Америки.

## Таксономія
Sairadelphys — опосум, описаний як сестринський таксон до Hyladelphys. Sairadelphys tocantinensis є єдиним визнаним видом, і він відомий з відкладень у печері Gruta dos Mouras, Tocantins, Бразилія.

## Біологія
Більш сплощені корінні зуби Sairadelphys вказують на харчування як фруктами, так і комахами. Його орієнтовна маса становила менше 40 грамів.